# Nils Julius
Nils Julius (* 3. Februar 1974 in Bottrop) ist ein deutscher Schauspieler.  
Er wurde durch verschiedene Fernsehserien und Filme bekannt. Unter anderem wirkte er in den Produktionen Clara, St. Angela, Verbotene Liebe, Sesamstraße, Die Wache, Adelheid und ihre Mörder, SOKO Köln und Weihnachten für einen Engel mit.
Er nahm weiterhin Gesangsunterricht und nahm zusammen mit Liz Baffoe (Lindenstraße) die Maxi-CD Kleine Seen auf.
Momentan spielt er in der ProSieben-Comedy-Serie Spoons die Rolle des Tom und wirkt auch im aktuellen Rewe-Werbespot mit.